# Mantoides
Mantoides là một chi bướm ngày thuộc họ Lycaenidae.